# Zygodontomys
Zygodontomys là một chi động vật có vú trong họ Cricetidae, bộ Gặm nhấm. Chi này được J. A. Allen miêu tả năm 1897. Loài điển hình của chi này là Oryzomys cherriei J. A. Allen, 1895 (= Oryzomys brevicauda J. A. Allen and Chapman, 1893).

## Các loài
Chi này gồm các loài: